# آيل السلفادور (تشيلي)
آيل السلفادور (بالإسبانية: El Salvador, Chile)‏ هي منطقة سكنية تقع في تشيلي في دييغو دي ألماغرو.